# 新宿そだち
『新宿そだち』（しんじゅくそだち）、1967年にミノルフォンレコードから発売された楽曲。またそれを主題歌とする映画作品。

## 概要
1967年9月10日、新宿の夜の街を舞台とした津山洋子と大木英夫のデュエット曲が発売された。オリコン週間チャート最高7位。160万曲を売り上げたヒット曲となった。楽曲を歌った2人はこの曲を主題歌とする映画にも本人役で登場している。

## 収録曲
1. 新宿そだち
歌唱： 津山洋子・大木英夫
作詞：別所透／作曲：遠藤実
2. 愛情の街
歌唱： 津山洋子
コーラス： ミノルフォン女声合唱団
作詞：別所透／作曲：重田恒雄

## 映画
映画『新宿そだち』（しんじゅくそだち、英: Nightown）は、1968年9月4日に公開された日本映画。配給は松竹。監督：長谷和夫。歌謡映画にして「いれずみ無残シリーズ」の第3弾。 第1弾は『いれずみ無残』（1968年4月13日公開、松竹大船）、第2弾は『新・いれずみ無残 鉄火の仁義』（1968年5月31日公開、松竹大船）。

### キャスト
- 柴山よしみ：荒井千津子
- 島村君枝：松岡きっこ
- 柴山たま子：藤田憲子
- 栗原繁子：桜井浩子
- 鯨井昇：川津祐介
- 半田朝雄：金子信雄
- 子安茂行：高橋長英
- 浅見加代子：三浦布美子
- カルーセル麻紀：カルーセル麻紀
- 島村捨吉：大矢市次郎
- 大木英夫：大木英夫
- 津山洋子：津山洋子
- 大須賀明美：應蘭芳[1]